# Olympische Sommerspiele 1972/Teilnehmer (Birma)
| Gelbes Symbol für Goldmedaillen mit stilisierten Olympischen Ringen | Graues Symbol für Silbermedaillen mit stilisierten Olympischen Ringen | Braundes Symbol für Bronzemedaillen mit stilisierten Olympischen Ringen |
| ------------------------------------------------------------------- | --------------------------------------------------------------------- | ----------------------------------------------------------------------- |
| —                                                                   | —                                                                     | —                                                                       |

Birma, das heutige Myanmar, nahm an den Olympischen Sommerspielen 1972 in München mit einer Delegation von 18 Sportlern (allesamt Männer) teil.

## Teilnehmer nach Sportarten

### Boxen
- Vanlal Dawla
Fliegengewicht: 17. Platz

- Win Maung
Bantamgewicht: 17. Platz

### Fußball
- Herrenteam
9. Platz

- Kader
Aye I Maung
Aye II Maung
Khin Maung Lay
Maung Maung Tin
Myint Kyu
Myo Win Nyunt
San Aye
Than Soe
Tin Aung
Tin Aung Moe
Tin Sein
Win Maung
Ye Nyunt

### Gewichtheben
- Gyi Aung
Fliegengewicht: 5. Platz

### Leichtathletik
- Jimmy Crampton
800 Meter: Vorläufe
1500 Meter: Vorläufe

- Hla Thein
Marathon: 57. Platz